# Luis Cequeira
Luis Cequeira (Resistencia, 4 de fevereiro de 1985) é um basquetebolista profissional argentino, atualmente joga no Club Atlético Boca Juniors.